# 魯昂主教座堂 (莫奈)
《魯昂大教堂》是法國印象主義畫家克洛德·莫奈的一系列繪畫作品，這些作品都以「魯昂大教堂」為主題。這一系列作品完成於1892年至1894年間，描繪的是魯昂大教堂正面在不同光照條件下的景象。
因為法國在1890年代早期出現了天主教和天主教藝術的復興，因此這一系列畫作被認為是正好切合了時局，具有一定程度的宗教意義。

## 系列

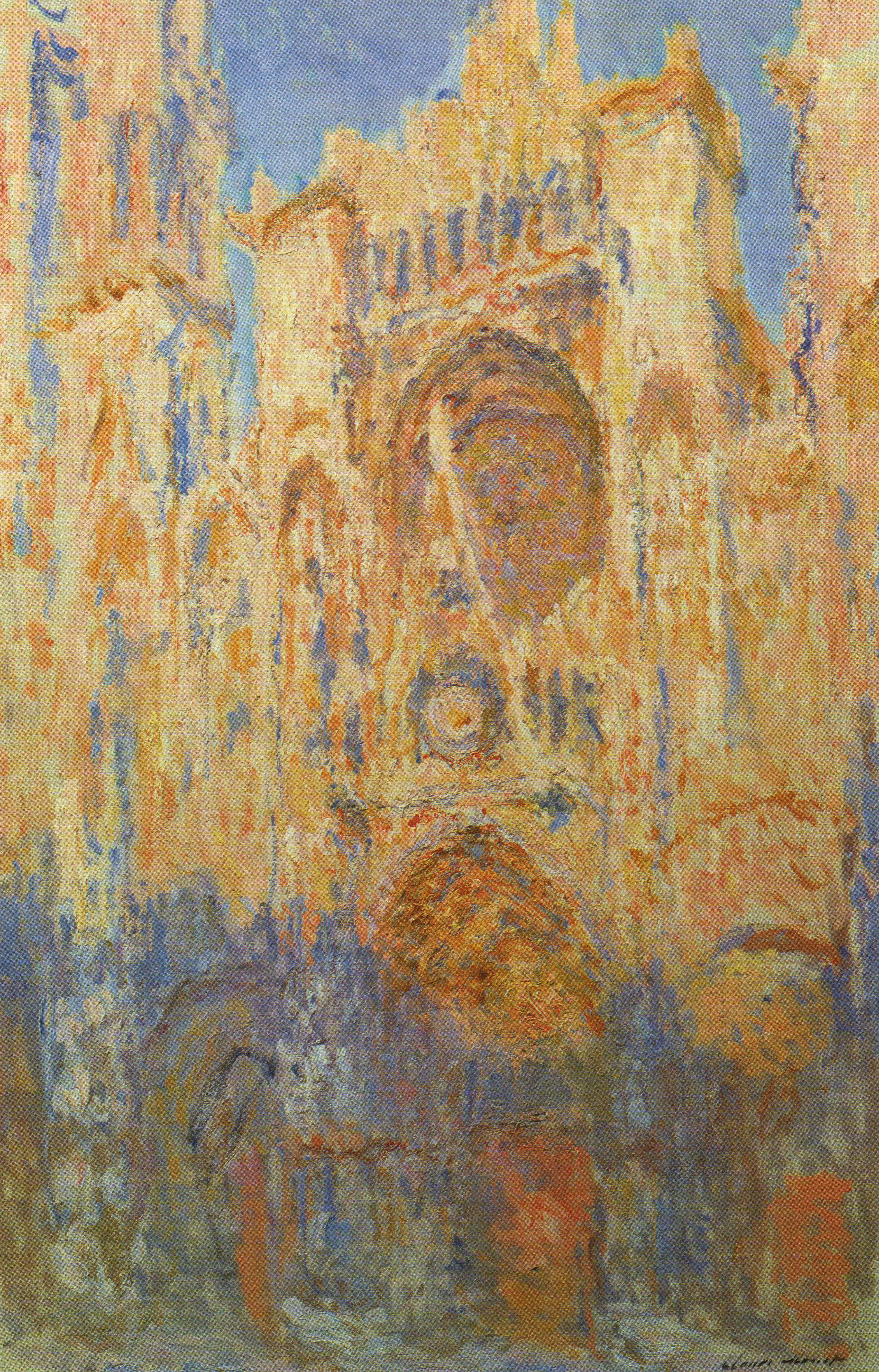
《沐浴在阳光下的鲁昂大教堂：和谐的蓝色和金色》，1894，保羅·蓋蒂博物館
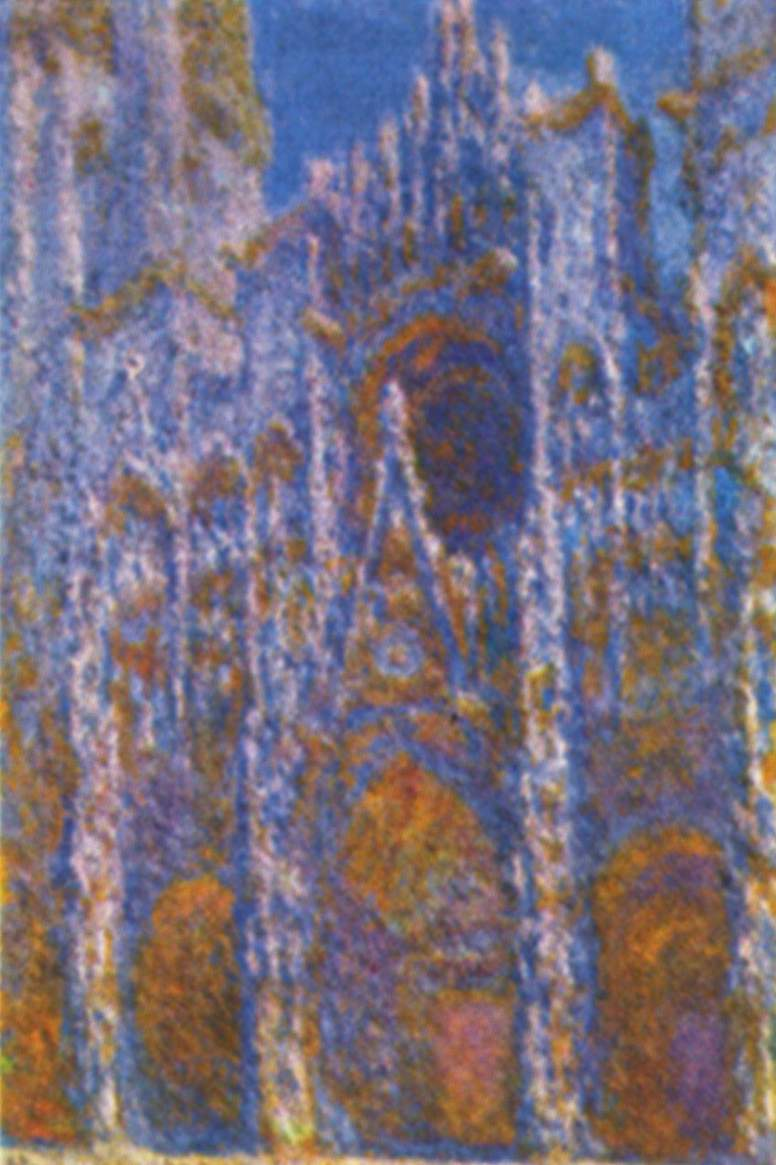
1893，奧塞美術館
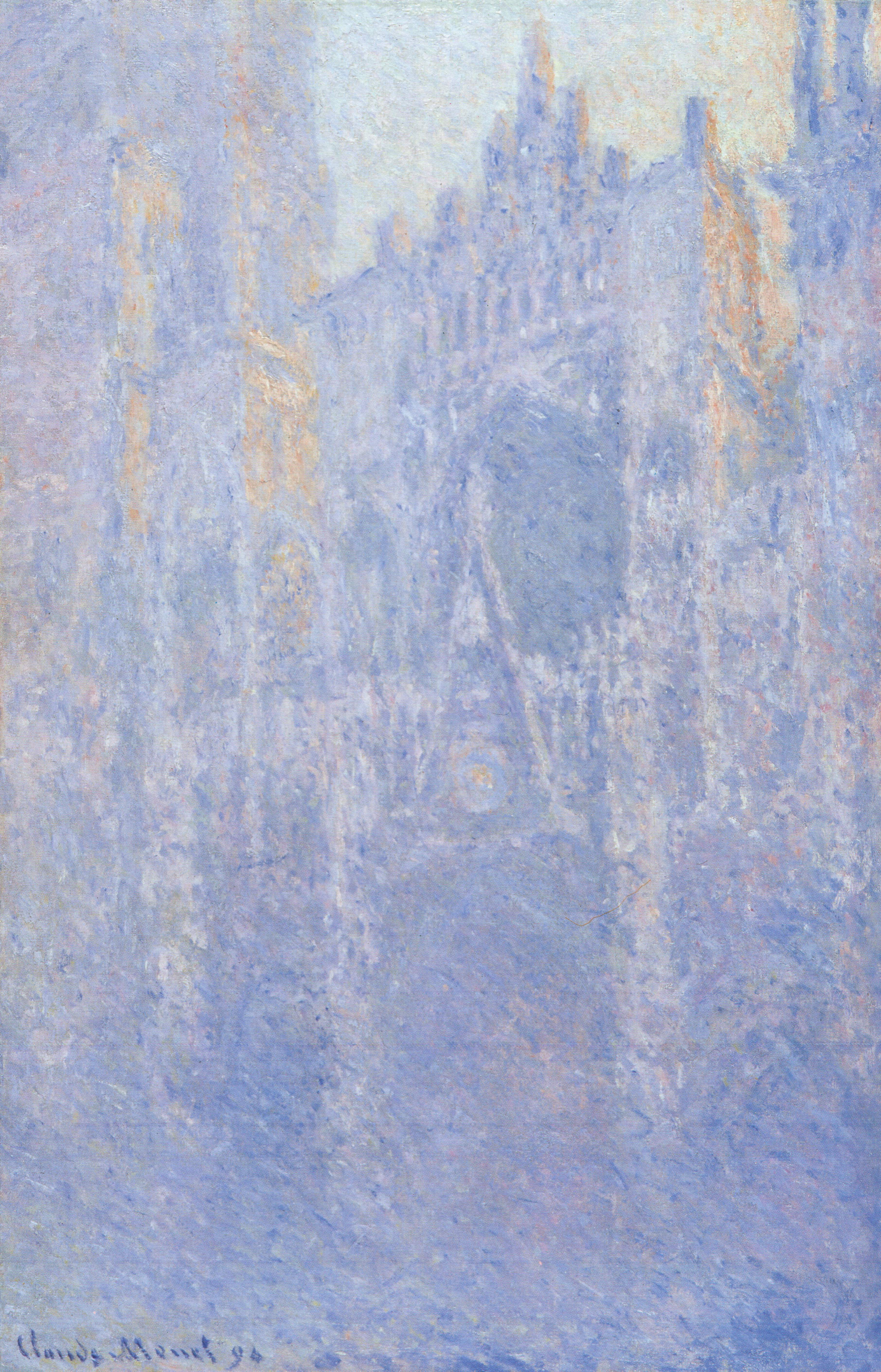
1892-1894，弗柯望博物館
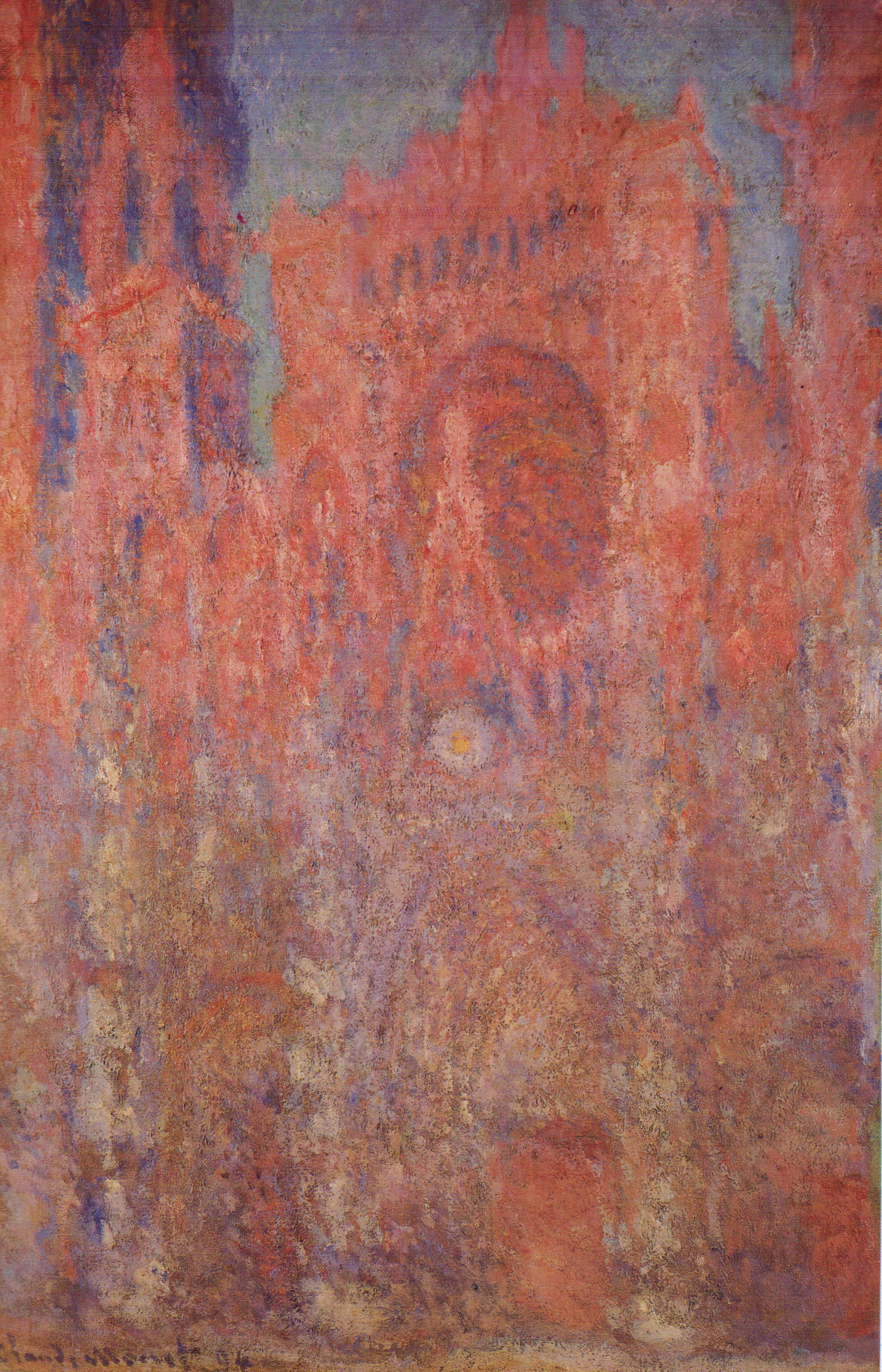
1892-1894，波拉美術館
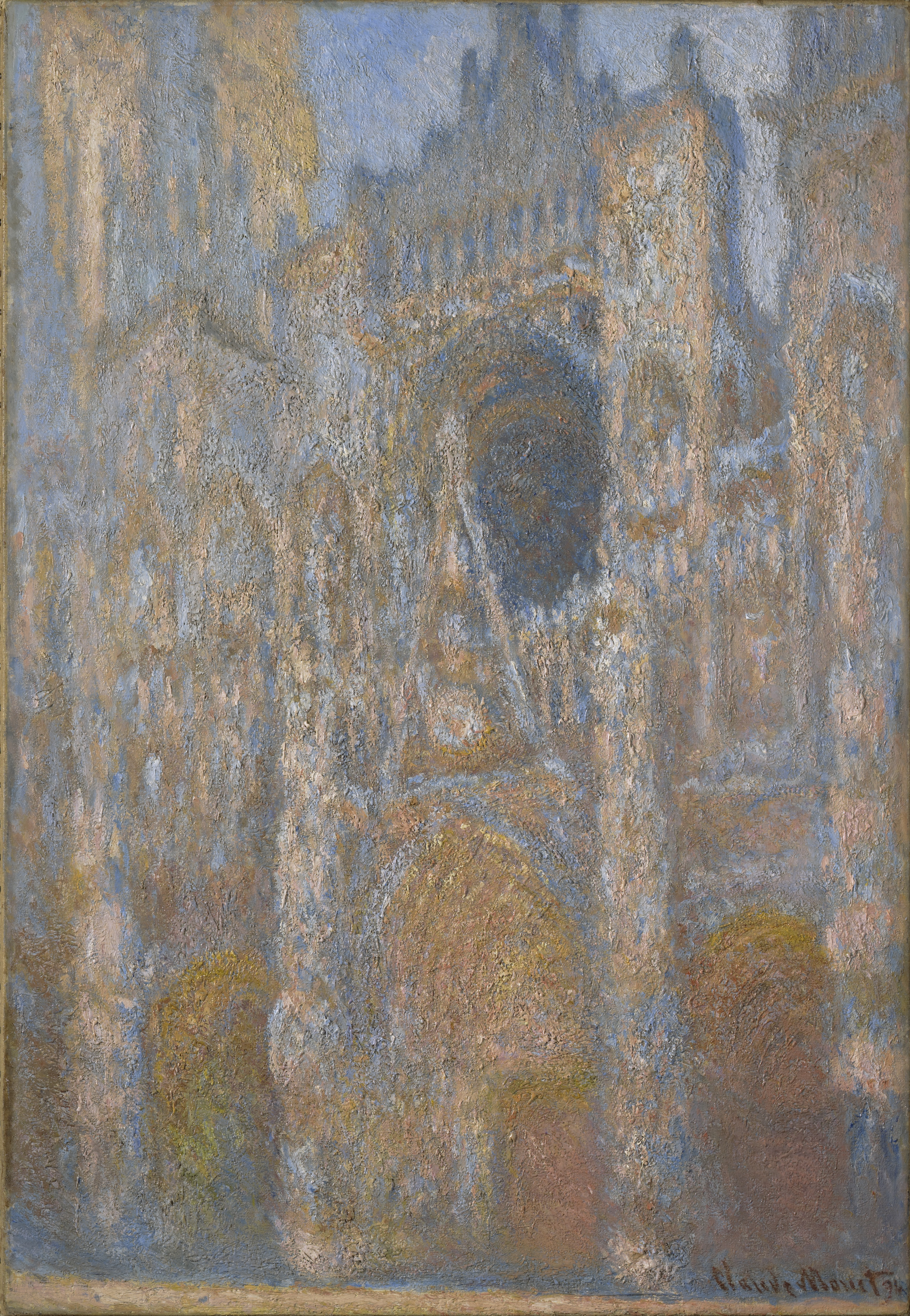
1894，克拉克藝術學院
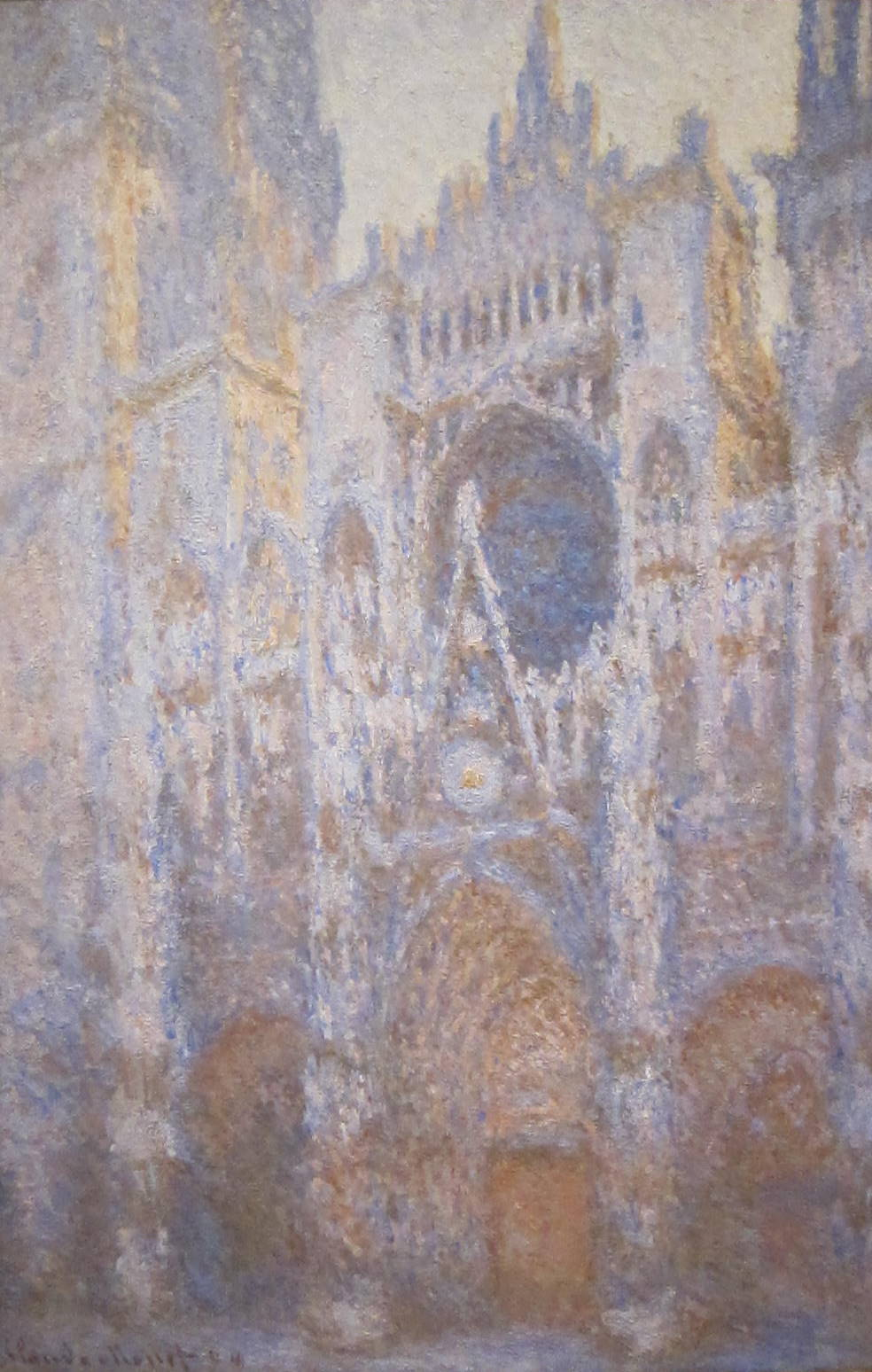
1894，國家藝廊
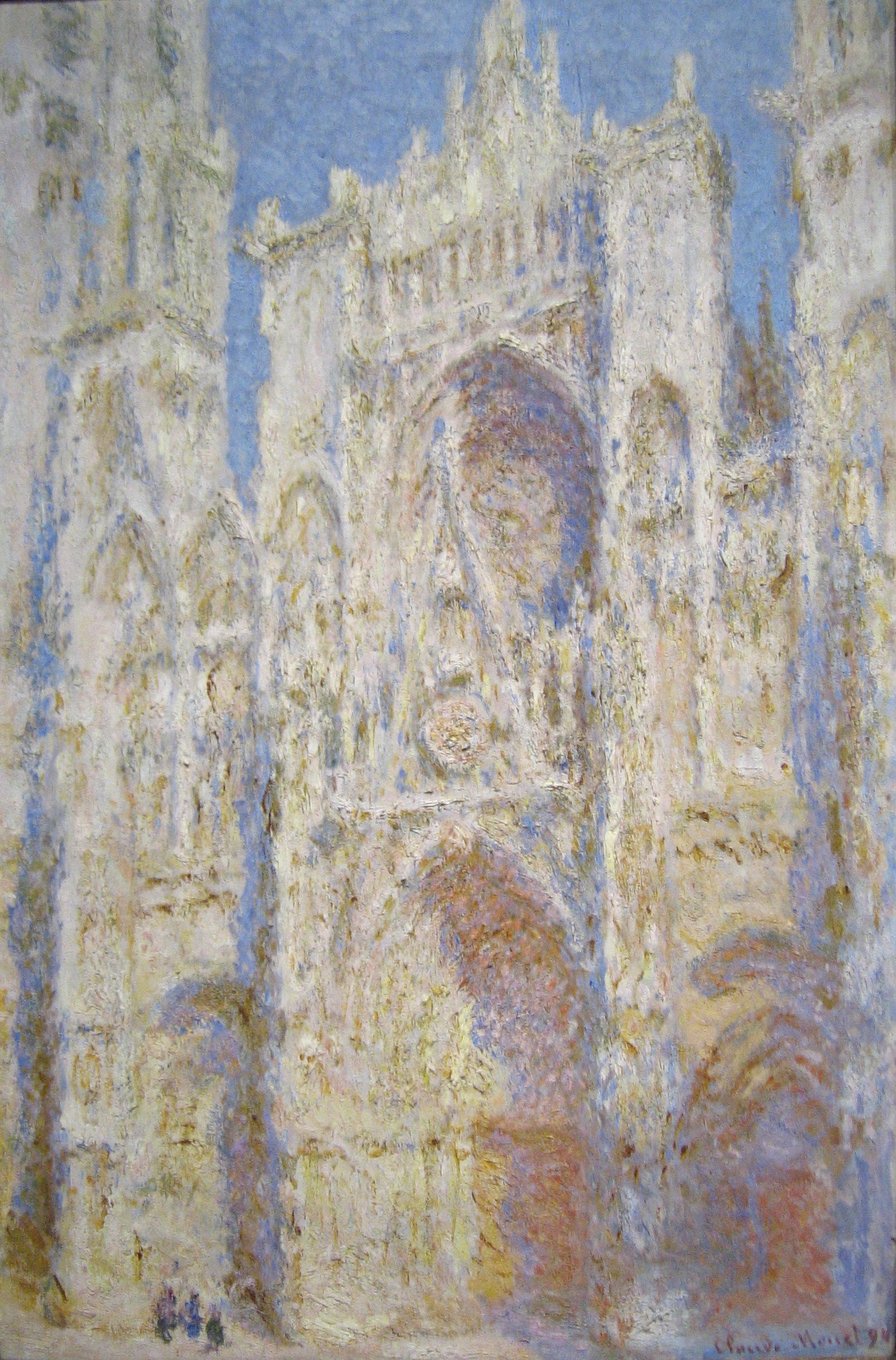
1894，國家藝廊
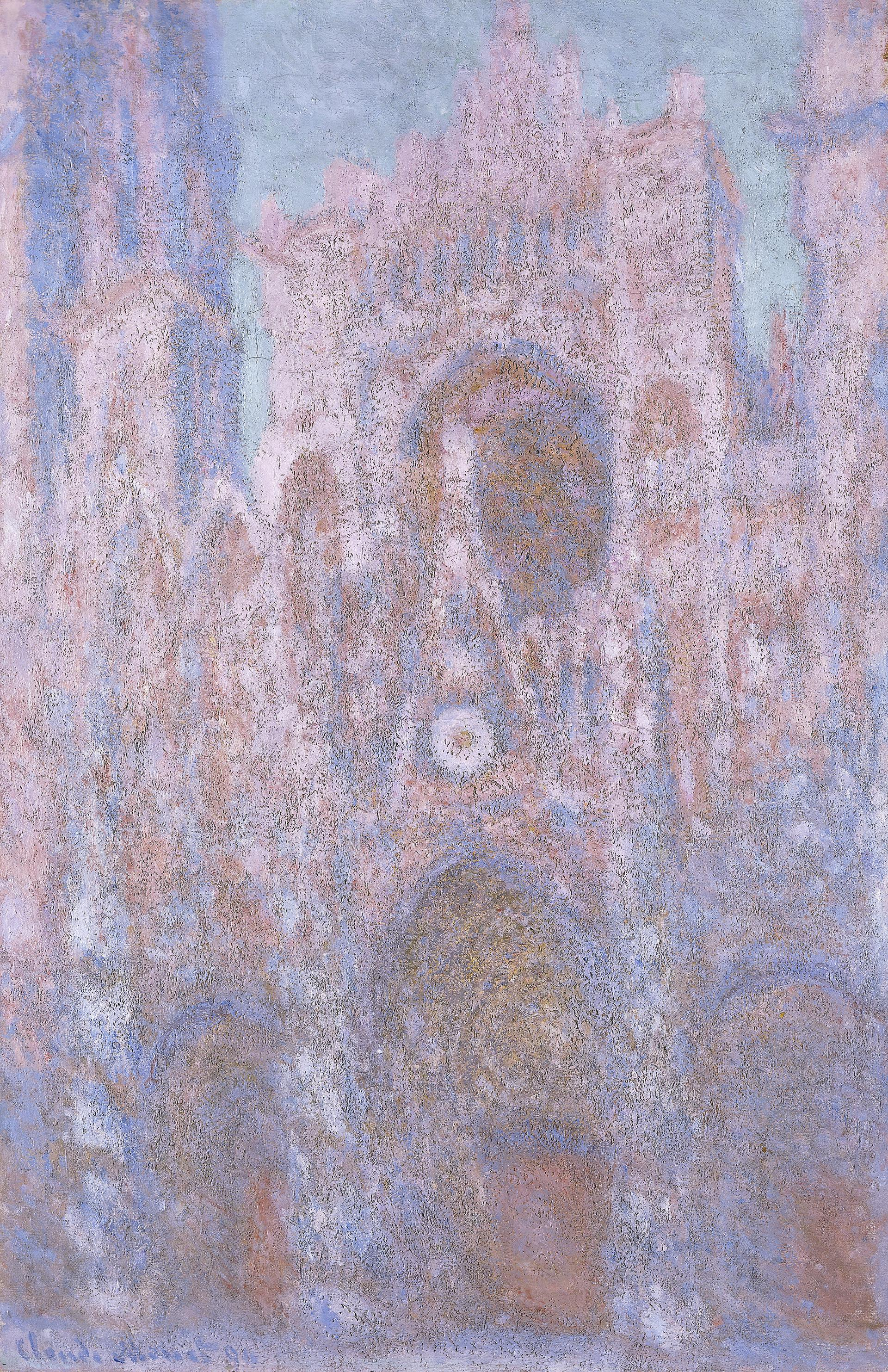
1894，加的夫國家博物館
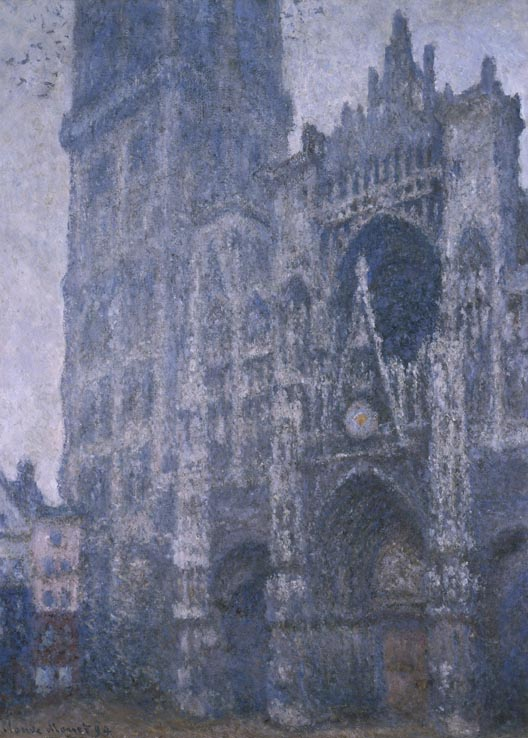
1894，魯昂美術館
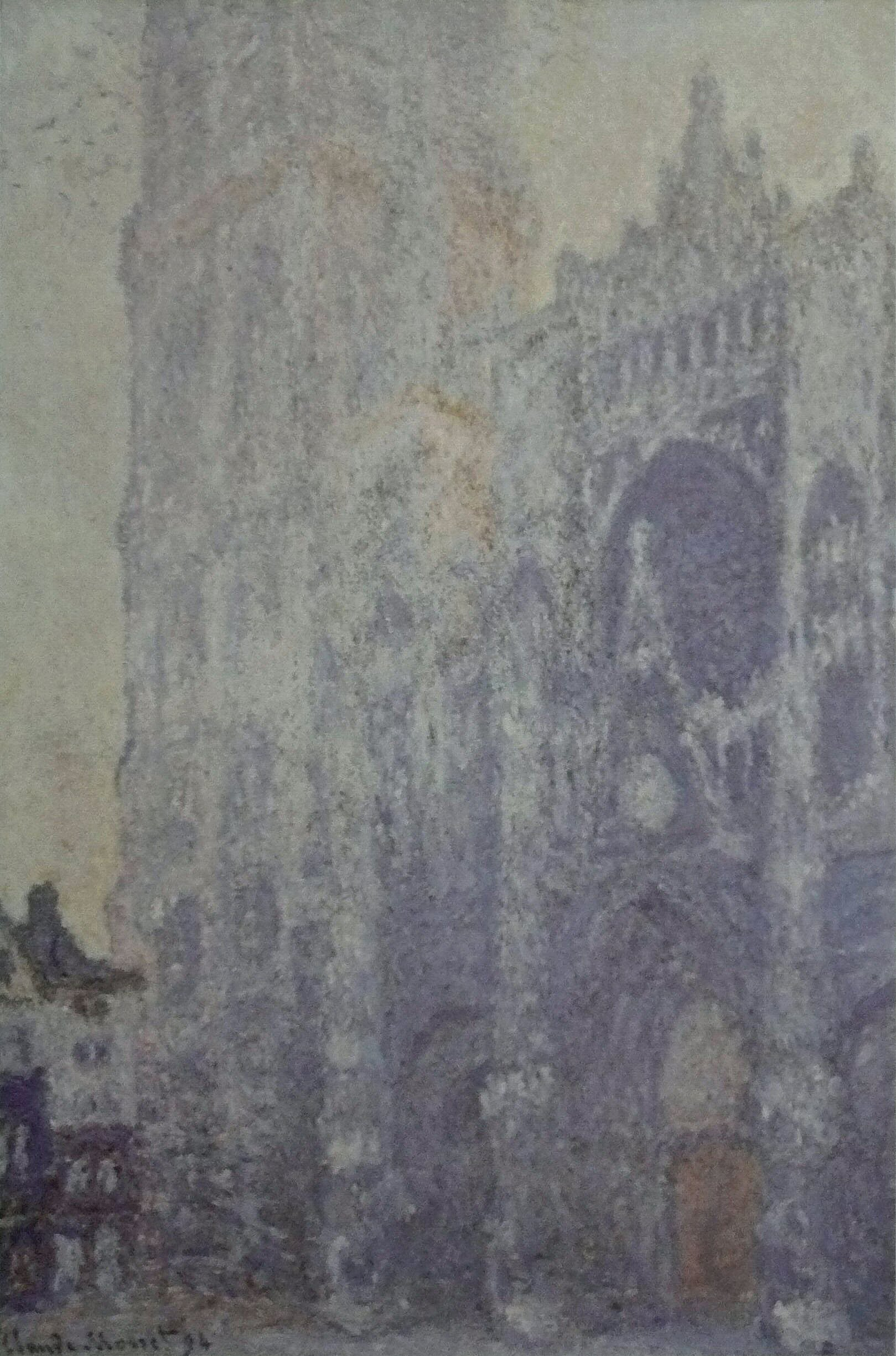
1894，奧塞美術館
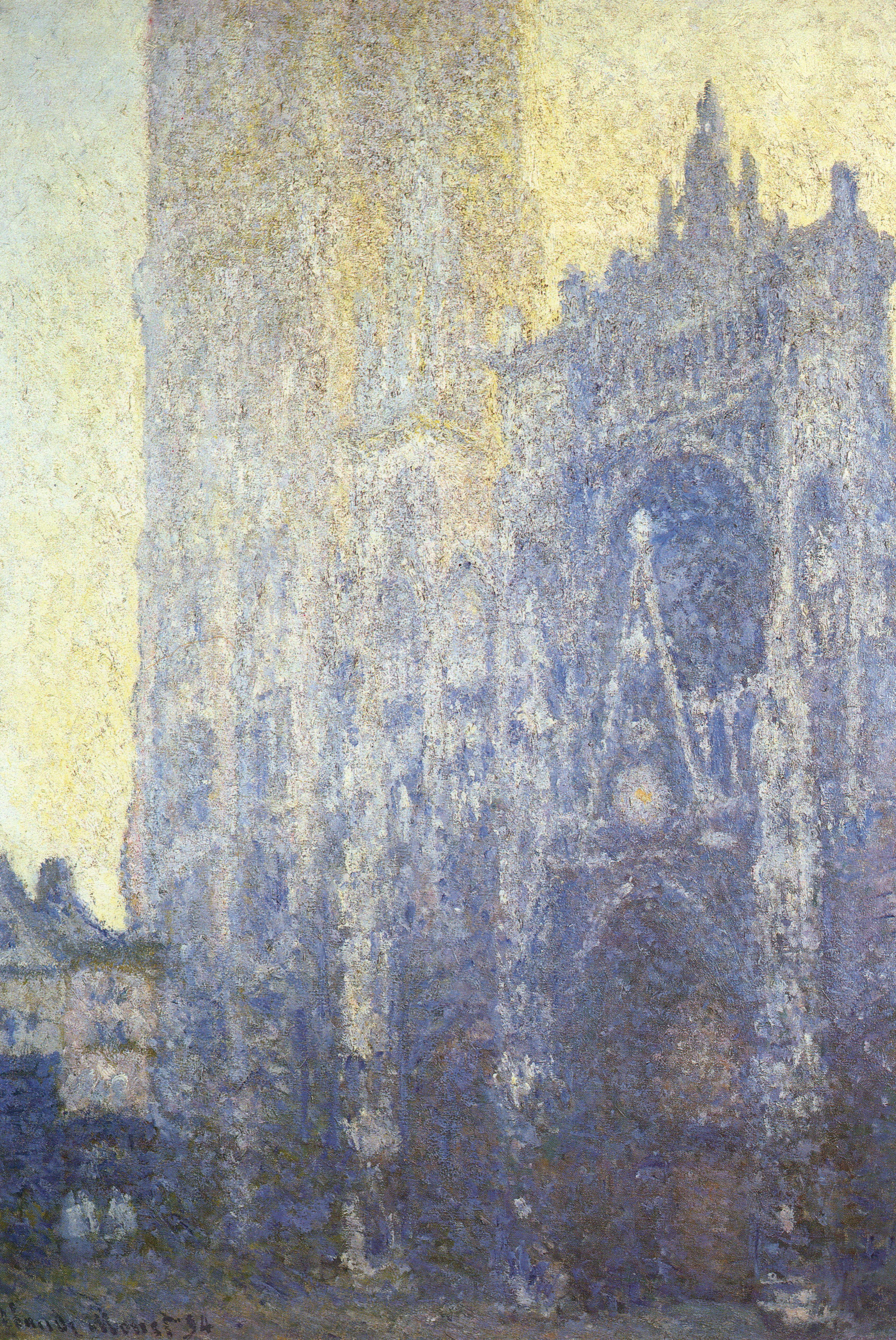
1892-1894，貝耶勒博物館
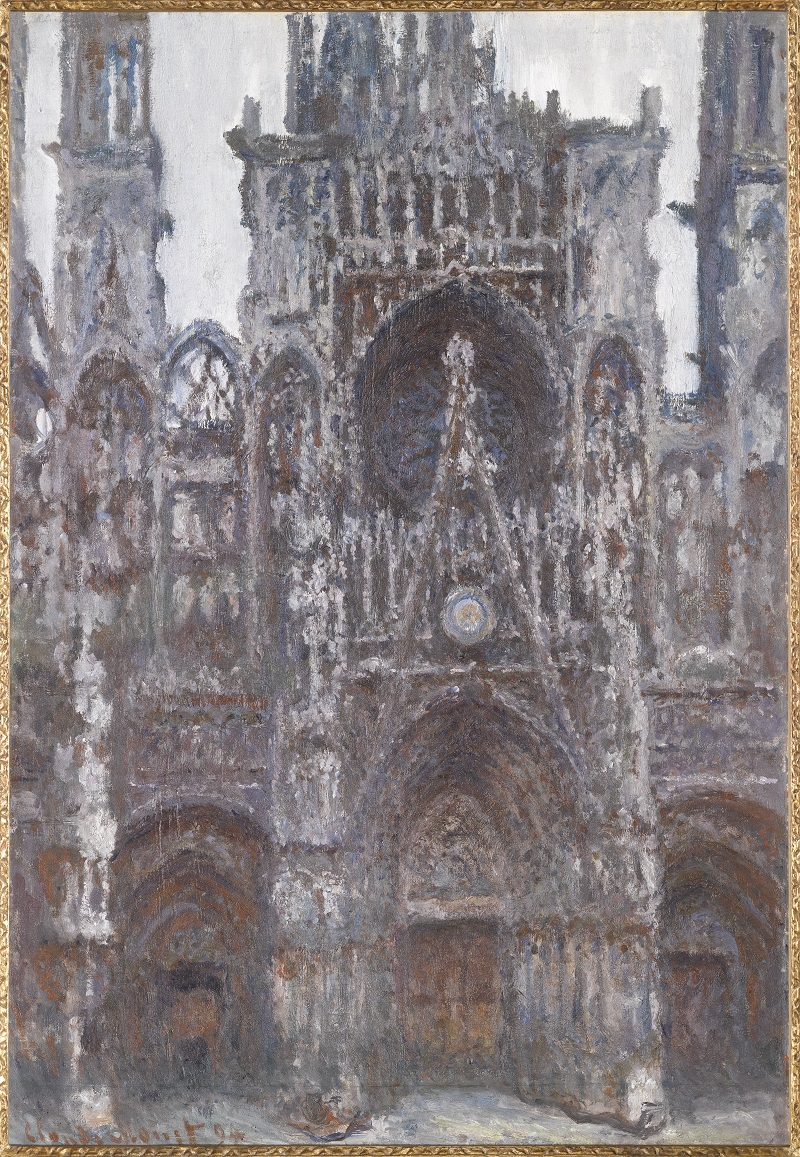
1892，奧塞美術館

## 外部連結
维基共享资源上的相關多媒體資源：魯昂主教座堂 

 维基共享资源上的相關多媒體資源：魯昂主教座堂
- An in-depth analysis of Monet's Rouen series in theartwolf.com （页面存档备份，存于）
- Brief essay on Monet's Rouen Cathedral series from the J. Paul Getty Museum